# Aeroportul Porto Alegre
Aeroportul Porto Alegre (IATA: PGP, ICAO: FPPA) este un aeroport din Província de São Tomé⁠(d), São Tomé și Príncipe.
Situat la o altitudine de 10 m, aeroportul dispune de o singură pistă.